# Женихи (фильм, 1985)
«Женихи» — советский цветной широкоэкранный художественный фильм 1985 года, снятый режиссёром Станиславом Клименко по новеллам писателя Анатолия Колесниченко на Киностудии имени А. Довженко.
Премьера фильма состоялась 13 октября 1986 года. Прокат — 3,7 млн зрителей.

## Сюжет
Молодой лётчик Андрей Кирилюк по пути к службе заезжает в украинский хутор, где встречает девушку Христину и узнает истории жителей, что делает его влюблённым в место и его обитателей. В конце концов, он женится на Христине.

## В ролях
- Галина Самойлова — Христина / Улита, мать Христины
- Анатолий Лукьяненко — Андрей
- Фёдор Стригун — дед Базилика
- Владимир Онищенко — Иван Базилика в молодости
- Богдан Ступка — дед Федот
- Остап Ступка — Федот в молодости
- Валерия Заклунная — Дарина
- Елена Ильяшенко — Дарина в молодости
- Игорь Тарадайкин — Степан, пасечник
- Людмила Алфимова — Ганна-травница
- Наталия Полищук — Ганна в молодости
- Людмила Сосюра — Мария
- Светлана Хохун — Софийка
- Осип Найдук — Никодим
- Антонина Заводий — Галя
- Дмитрий Наливайчук — лесоруб
- Владимир Петрив — лесоруб
- Пётр Марусик — лесоруб
- Владимир Мазур — лесоруб
- Сергей Самохин — лесоруб

## Съёмочная группа
- Режиссёр: Станислав Клименко
- Сценарист: Александр Сацкий
- Оператор: Виктор Политов
- Художники: Анатолий Мамонтов, Николай Поштаренко
- Звукорежиссёр: Виктор Лукаш
- Композитор: Александр Билаш

## О фильме
Ограниченные буколическими соло камеры, «Женихи» являются простым фильмом об украинской глубинке, где раскрываются навыки призовника, который говорит на русском языке, в то время как его невеста отвечает ему на украинском языке.
Оригинальный текст (укр.)Обмежені буколічними соло камери, «Женихи» є простим фільмом про українську глибинку, де розкриваються навички призовника, який висловлюється російською мовою, тоді як його наречена відповідає йому українською.
— Любомир Госейко